# Lensia fowleri
Lensia fowleri is een hydroïdpoliep uit de familie Diphyidae. De poliep komt uit het geslacht Lensia. Lensia fowleri werd in 1911 voor het eerst wetenschappelijk beschreven door Bigelow. 